# 행글라이더

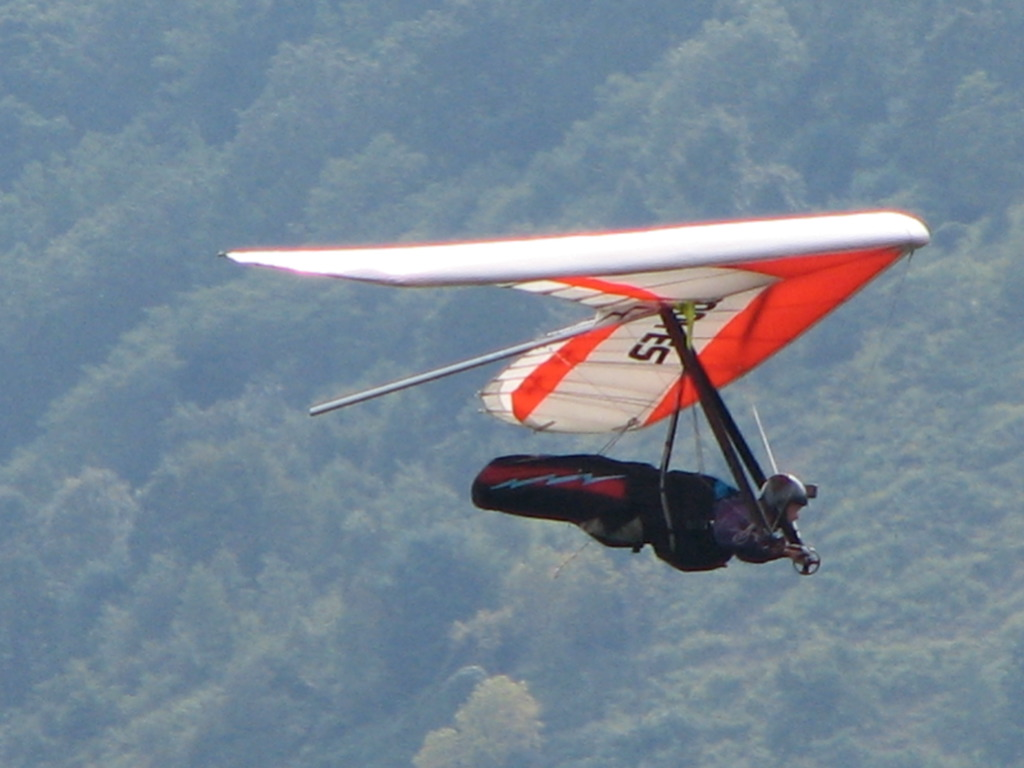

행글라이더(Hang Glider)는 비행에 사용하는 기체 또는 그 기체를 이용하여 비행하는 비행자를 가리킨다. 

행글라이딩(Hang Gliding)은 행글라이더를 타고 비행하는 스포츠를 말하는데, 탑승자가 스윙라인(Swing Line)이라는 벨트에 의해 글라이더에 매달린(Hang) 상태에서 활강(Gliding)하기 때문에 행글라이딩(Hang Gliding)이라고 한다.
1968년경에 미국의 극작가인 리처 드 밀러가 대나무로 제작하여 최초로 비행에 성공하였다.